# ماري تيريز يفبفر
ماري تيريز يفبفر هي عالمة موسيقى وكاتِبة وأستاذة جامعية كندية، ولدت في 16 مايو 1942 في مونتريال في كندا.